# Lavamåge
Lavamåge (latin: Leucophaeus fuliginosus) er en mågefugl, der lever på Galápagosøerne.